# Moriville
Moriville település Franciaországban, Vosges megyében. Lakosainak száma 436 fő (2022. január 1.). Moriville Châtel-sur-Moselle, Damas-aux-Bois, Hadigny-les-Verrières, Portieux és Rehaincourt községekkel határos.

## Népesség
A település népességének változása:
| Lakosok száma | 429  | 429  | 440  | 433  | 429  | 420  | 421  | 428  | 436  |
|               | 2013 | 2015 | 2016 | 2017 | 2018 | 2019 | 2020 | 2021 | 2022 |